# Історія сімох мудреців

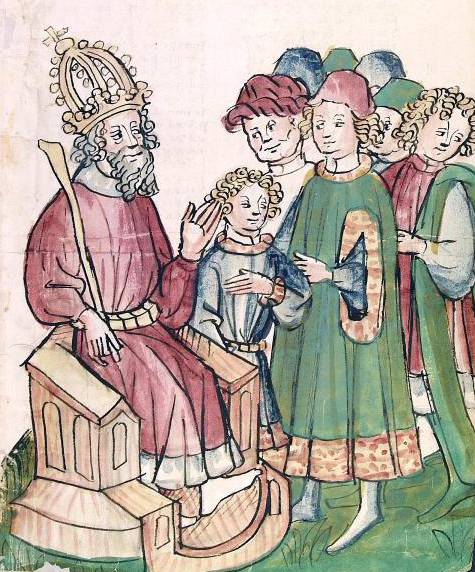
Ілюстрація з німецької версії: імператор Понціан, його син Діоклетіан і сім мудреців (близько 1450 р Гейдельберг)

Історія сімох мудреців (Синдбад-наме, Historia septem sapientum Romae)   - загальна назва для варіантів мандрівної повісті, відомої в багатьох літературах. Загальним для всіх варіантів є рамковий сюжет: юний царевич (князь, принц), обмовлений мачухою (або наложницею батька), засуджений до страти, яка відкладається через повчальні і емблематичні оповідання семи (або десяти) мудрих радників царя, - подібно до «Тисячі і однієї ночі». Приведені історії оповідають прο жіночі хитрощі.